# 李金龍 (臺北縣議員)
李金龍（1899年—1995年4月19日），臺灣臺北縣三芝鄉（今新北市三芝區）人，是前中華民國總統李登輝之父。他於臺灣日治時期曾擔任警察，並改名「岩里龍男」。二次大戰後，曾擔任過臺北縣議會第4、5屆議員、三芝協議會議員、三芝鄉農會理事長、租佃委員會委員、臺灣省淡水農田水利會常務委員、三芝鄉兵役協會委員、農業推廣教育輔導委員會委員等職。
他有「老仔」、「三腳仔金龍」、「李刑事」、「紅鼻仔金龍」、「老爹」等眾多外號。

## 家族
李金龍祖籍在福建省永定縣，祖先約在清乾隆末年來臺，定居今三芝區埔坪里一帶。父親李財生從事豬肉配銷（豬肉舖），同時也販售南北貨等等。
第一任妻子是江錦，與她生有二子，分別是李登欽與李登輝。但因為過度思念在二次大戰中陣亡的長子李登欽，江錦於1945年病逝。由於李登欽遺留的孩子乏人照顧，李金龍因而打算續絃。最後在1947年時，娶了對家的陳伴，兩人相差26歲。之後兩人生下一女一男，女兒因肺癆去世，兒子為李炳楠。

## 紀念
- 在台2線上有紀念李金龍的「金龍橋」，該橋於1992年7月竣工[1]。通車典禮時，當時還在世的李金龍本人也有前來觀禮，並與應邀的多名三芝、淡水百歲人瑞一同從橋頭走到橋尾[1]。
- F-CK-1經國號戰鬥機所使用的GD-53雷達（APG-67雷達（英语：AN/APG-67）中華民國版）以其之名命名為金龍53雷達。